# Józef Jainta
Józef Marcin Jainta (ur. 11 listopada 1882  w Beuthen, zm. 30 marca 1940 w KL Buchenwald ) – polski działacz robotniczy, powstaniec śląski, więzień obozu koncentracyjnego Buchenwald .

## Życiorys
Jego rodzina pochodziła z bytomskiego Rozbarku. Był inicjatorem spotkania założycielskiego związku Oddziału Hutników i Metalowców w 1912 roku, ostatnie spotkanie w „Ulu” miało miejsce rok później . W czasie I wojny światowej należał do Armii Polskiej we Francji.
W 1919 roku pracował w Koźlu, w Powiatowym Komitecie Plebiscytowym.
Uczestniczył podczas III powstania śląskiego w zdobywaniu Kędzierzyna. 
Żonaty z Wiktorią Pogorzołek, ich trzej synowie byli również powstańcami śląskimi . Miał córkę Dorotę (ur. 30 stycznia 1924 roku), pracowniczkę Kopalni Węgla Kamiennego Bytom.
Po podziale Górnego Śląska mieszkał w Rozbarku . Pracował w Katowicach w Śląskim Urzędzie Wojewódzkim, działał w Zjednoczeniu Zawodowym Polskim oraz w Związku Polaków w Niemczech  w 1926 roku został przyjęty do Polskiej Partii Socjalistycznej. Od 1934 do 1939 roku był sekretarzem Centralnego Związku Zawodowego Górników w Katowicach.
Po wybuchu II wojny światowej usiłował dostać się na Węgry przez Kraków, gdzie został aresztowany razem z synem Zygmuntem po rozpoznaniu przez konfidenta Gestapo. Został osadzony w Więzieniu Montelupich, później trafił do KL Buchenwald  i został tamże rozstrzelany w 1940 roku (rodzina otrzymała wiadomość o jego śmierci w marcu tegoż roku ) po długim śledztwie z wykorzystaniem tortur; w tymże obozie zginął również jego syn Stanisław .
Józefa Jaintę upamiętniono nazywając jego nazwiskiem jedną z ulic w Śródmieściu Bytomia .